# Teslova turbína

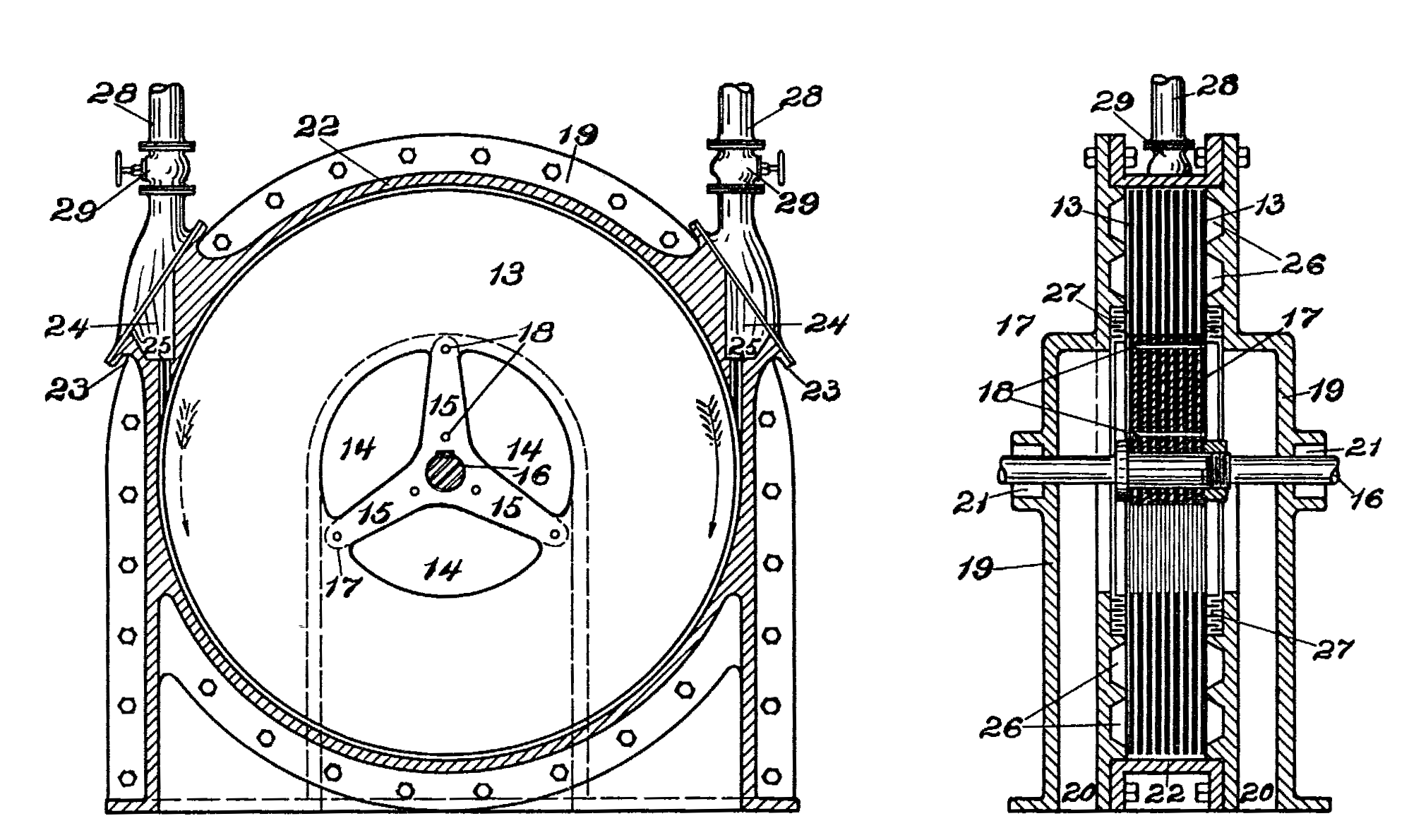
Originální schéma Teslovy turbíny

Teslova turbína je bezlopatková turbína, kterou si nechal patentovat Nikola Tesla v roce 1913. Turbína je založena na principu tření mezi proudícím médiem (kterým může být voda, ale třeba i pára či jiný plyn nebo kapalina) a povrchem rotoru turbíny.
Rotor turbíny se skládá ze sady disků, mezi nimiž proudí usměrněné médium. Díky tření o povrch disků vzniká síla, která disky uvádí do pohybu. Samotné médium předává svou energii rotoru, jeho rychlost klesá a po spirálové dráze se přesouvá ke středu turbíny. Zde je odtokový otvor.